# Una pura formalità
Una pura formalità è un film del 1994 diretto da Giuseppe Tornatore ed interpretato da Gérard Depardieu e Roman Polański.
È stato presentato in concorso al 47º Festival di Cannes.

## Trama
In un bosco, durante una notte di tempesta, viene esploso un colpo di pistola. Un uomo corre sotto la pioggia, fino a quando raggiunge una strada ed incontra alcuni agenti delle forze dell'ordine che gli chiedono i documenti: cercandoli nelle tasche, si rende conto di non averli con sé. Gli agenti lo conducono quindi presso il loro commissariato. L'uomo oppone resistenza ai militari, che devono faticare per controllare la sua aggressività. Il commissario, sopraggiunto nel frattempo, gli spiega che deve interrogarlo in quanto quella notte, nei dintorni, è stato commesso un omicidio, del quale, per assurdo, a detta dello stesso commissario, non solo sarebbe ignoto l'esecutore, ma non si saprebbe nemmeno che aspetto abbia la vittima. Alle prime domande lo straniero si presenta come Onoff, famoso scrittore amatissimo dal commissario, che però non gli crede, in quanto Onoff è conosciuto con un aspetto fisico diverso, ovvero con una lunga barba, e lo prende in giro, presentandosi a sua volta come Leonardo da Vinci.
Dopo che lo scrittore, stizzito, gli espone la propria bibliografia, il commissario si convince e diventa cordiale e rispettoso, atteggiamento che però poco dopo cede il posto allo zelo e alla durezza; ha quindi inizio un serratissimo interrogatorio sulle ultime 24 ore di Onoff, il quale risponde in modo impreciso e reticente, contraddicendosi da solo più volte e manifestando smemoratezza ed inquietudine, fino a scatenare una nuova colluttazione con gli agenti di servizio. Onoff tenta la fuga durante un black out causato dal temporale, approfittando del buio, ma fuggendo mette il piede in una tagliola e viene di nuovo catturato. Calmatosi, è di nuovo messo alle strette dal commissario, che dimostra di sapere molte cose sulla sua vita privata, fino a quando non gli presenta un gigantesco sacco pieno di fotografie prelevate da casa sua.
Incapace di fornire un alibi che possa scagionarlo dal delitto di quella notte, Onoff confessa prima di avere inventato la propria biografia, poi che il suo vero nome è Biagio Febbraio (nome datogli perché è stato trovato, neonato ed abbandonato, nel giorno di San Biagio, il 3 febbraio) e che deve il suo pseudonimo Onoff ed il suo primo libro di successo ad un enigmatico barbone, suo maestro ed amico. Il protagonista quindi rievoca poi la burrascosa giornata precedente, nella quale ha avuto una brutta lite con Paola, sua segretaria ed amante, e in seguito si è tagliato la barba. Rivela inoltre di essere nel pieno di una crisi artistica che gli impedisce di scrivere nuovi libri, arrivando a desiderare di essere dimenticato da tutti, ed infine confessa la verità, che il commissario sembrava avere già compreso o addirittura conoscere dall'inizio: Onoff è contemporaneamente sia l'assassino che la vittima dell'omicidio, in quanto, dopo aver fatto tutto ciò che ha raccontato, si è suicidato sparandosi. Il protagonista quindi comprende perché la linea telefonica dell'ufficio non funzionava quando aveva tentato di chiamare Paola e perché le penne con cui aveva provato a scrivere non avevano inchiostro: quel luogo non appartiene al mondo terreno.
Alle prime luci dell'alba, senza più opporre resistenza, Onoff viene portato via dalla caserma a bordo di una camionetta e si accomiata cordialmente con il commissario, che gli confida di avere iniziato a leggere il manoscritto del suo ultimo racconto inedito trovato a casa sua (secondo la logica terrena, forse a lui già noto secondo quella ultraterrena), un romanzo che ancora una volta gli permette di lodare il suo genio letterario.

## Produzione

### Riprese
Il film è stato girato nel borgo abruzzese di Santo Stefano di Sessanio presso il bosco di Campo Imperatore, al confine con Rocca Calascio, e tra le campagne di Motta de' Conti, in provincia di Vercelli.

## Colonna sonora
La canzone Ricordare, presente sia all'interno del film nella scena centrale sia durante i titoli di coda, è stata composta da Ennio Morricone e dal figlio Andrea Morricone, storici collaboratori del regista Giuseppe Tornatore, con testo scritto da Tornatore stesso, ed è stata cantata in italiano dallo stesso Gérard Depardieu.

## Riconoscimenti
- 1995 - David di Donatello
  - Migliore scenografia a Andrea Crisanti
- 1995 -  Nastro d'argento
  - Miglior produttore a Mario Cecchi Gori e Vittorio Cecchi Gori
  - Nomination Regista del miglior film a Giuseppe Tornatore
  - Nomination Migliore soggetto a Giuseppe Tornatore
  - Nomination Miglior fotografia a Blasco Giurato
  - Nomination Miglior scenografia a Andrea Crisanti
- 1994 - Globo d'oro
  - Miglior fotografia a Blasco Giurato
  - Nomination Miglior film a Giuseppe Tornatore
  - Nomination Miglior sceneggiatura a Giuseppe Tornatore
  - Nomination Miglior musica a Ennio Morricone
- 1994 - Festival di Cannes
  - Nomination Palma d'oro a Giuseppe Tornatore
- 1995 - Ciak d'oro
  - Migliore scenografia a Andrea Crisanti[2]
  - Miglior montaggio a Giuseppe Tornatore[2]